# 亞歷山大·拉普欽斯基
亞歷山大·尼古拉耶維奇·拉普欽斯基（俄语：Алекса́ндр Никола́евич Лапчи́нский，1882年7月11日—1938年5月2日）是一位俄羅斯與蘇聯紅空軍將領，最高軍階為旅級指揮員，曾參與第一次世界大戰與俄國內戰，是蘇聯紅空軍的主要軍事理論家、空戰作戰藝術奠基人之一，有著「俄國杜黑」之稱，其發展的理論後也被用於第二次世界大戰。

## 生平
拉普欽斯基出生於俄羅斯帝國卡利亞津斯基縣波斯特爾尼科沃（Постельниково）的一個貴族家庭，在1901年至1905年就讀於聖彼得堡大學歷史與語言學系。1906年至1907年就讀莫斯科大學。1907年則在慕尼黑大學旁聽。1909年入役，於1910年自阿列克謝夫斯基軍事學校畢業。1916年畢業於基輔飛行員觀察員軍事學校。
拉普欽斯基曾參與第一次世界大戰，官至中尉，1917年二月革命後當選第2炮兵航空隊分隊司令員。1918年開始服役於紅軍，內戰期間曾任第1沃羅涅日航空兵團航空分隊司令員、第8與第9軍團司令部野戰航空部隊副司令員。1921年8月起，他擔任工農紅色航空艦隊參謀長。
國內戰爭結束後拉普欽斯基轉向研發與教職工作，曾任空軍總局科學技術處處長、《航空艦隊公報》雜誌執行主編、紅空軍編輯出版部副部長、部長。1924年2月，開始在伏龙芝军事学院航空戰術系任教，於1925年成為系主任，之後轉至紅空軍學院任職，於1926年升為教授。1936年，任紅軍總部戰史部研究員、軍事出版社編輯直至逝世。1935年，拉普欽斯基被授予旅級指揮員軍階。拉普欽斯基是蘇聯紅空軍主要的空戰作戰藝術奠基者，其一生發表約130多篇論文，尤其重視航空力量在軍事行動的重要性，並論證空軍取得制空權與協同地面部隊的必要性，還參與了戰鬥機和轟炸機戰術的發展，其理論在第二次世界大戰中得到實際應用，著作也有部份被譯為外文。
與一般的認知不同，拉普欽斯基是因病去世而非死於大清洗，其中一個反駁後者說法的現象是在該人去事後隔年（1939年），其遺作《空軍》（Воздушная армия）依舊出版於世。拉普欽斯基葬於新圣女公墓。

## 榮譽
- 紅星勳章[5]
- 紅軍建軍二十週年獎章[5]

## 資料來源
1. ↑  Glantz, David M. . Solihull, West Midlands, UK: Helion. : 28. ISBN 9781906033729 （英语）.
2. 1 2 3 4 5  . bigenc.ru.   [2022-11-20]. （原始内容存档于2022-11-20） （俄语）.
3. 1 2  Чельцов, Борис Фёдорович. . Военно-исторический журнал. 2007, 8: 37. ISSN 0321-0626 （俄语）.
4. ↑  . （原始内容存档于2022-01-21） （俄语）.
5. 1 2  Барандов, Г. В. . Красная звезда. 1938-04-05 （俄语）.